# Rush de San Francisco (rugby à XV)
Pour les articles homonymes, voir San Francisco Rush.
Ne doit pas être confondu avec Rush de San Francisco (rugby à XIII).
Maillots
Les Rush de San Francisco (officiellement en anglais : San Francisco Rush) est un club américain de rugby à XV basé à San Francisco, en Californie. Il dispute le PRO Rugby, championnat professionnel aux États-Unis.
Le club est l'un des cinq jouant la saison inaugurale du PRO Rugby. Néanmoins, la franchise cesse ses activités le 15 décembre 2016.

## Historique
Le 19 novembre 2015, le PRO Rugby annonce que la ville de San Francisco est choisie pour accueillir la 2e des cinq équipes destinées à disputer le championnat inaugural.
Le PRO Rugby dévoile le 6 juin 2016 le nom arrêté des cinq équipes : l'équipe de San Francisco se nomme ainsi les Rush (en français : ruée), en référence à la ruée vers l'or en Californie de 1849.
Entraînée par Paul Keeler, elle évolue alors au Boxer Stadium.
Après une saison, le CEO de PRO Rugby annonce le 15 décembre 2016 la cessation immédiate des activités de la franchise, en raison de problèmes d'infrastructures.